# Pterocarpus mildbraedii
Pterocarpus mildbraedii är en ärtväxtart som beskrevs av Hermann August Theodor Harms. Pterocarpus mildbraedii ingår i släktet Pterocarpus och familjen ärtväxter.

## Underarter
Arten delas in i följande underarter:
- P. m. mildbraedii
- P. m. usambarensis